# Pittston (Pennsylvania)
Pittston è un comune (city) degli Stati Uniti d'America, situato nello stato della Pennsylvania, nella contea di Luzerne.